# Беспалов, Валерий Анатольевич
Вале́рий Анато́льевич Беспа́лов (род. 17 июня 1986, Москва, СССР) — российский спортсмен, член олимпийской сборной команды России по санному спорту на Олимпиаде в Турине (резерв).
Чемпион мира среди юниоров 2005 в одиночках, бронзовый призёр чемпионата мира среди юниоров 2005 (состав команды — Валерий Беспалов, Виктория Кнейб, Дмитрий Хамкин / Владимир Бойцов), 2006 (состав команды — Валерий Беспалов, Ксения Цыплакова, Владислав Южаков / Владимир Махнутин) в командных соревнованиях.